# 장윤철
장윤철(1993년 4월 1일 ~ )은 대한민국의 전직 스타크래프트, 스타크래프트 II 프로게이머이다. By.SnOw라는 아이디를 사용하였으며, 종족은 스타1은 프로토스, 스타2는 테란이었다.
2008년 하반기 드래프트에서 CJ 엔투스의 추천선수로 입단하였다.
케스파 드림리그 09-10시즌에서 11승 무패 전승이라는 기록으로 "2군본좌"라는 별명이 탄생하였다.
2010년 5월 16일 09-10 신한은행 프로리그에서 KT 롤스터를 상대로 한 경기 중 에이스 결정전에서 KeSPA 랭킹 1위인 이영호를 꺾음으로써 팀을 승리로 이끌었다. 새로운 유망주 프로토스로 주목 받았었으나, 09-10 시즌에 비하면 10-11 시즌은 생각보다 성적이 별로 좋지 않았고, 게다가 중요한 경기를 매번 패배해서 유망주 후보에서도 멀어졌다.
스타크래프트 II와 스타크래프트 : 브루드 워를 병행한 뒤로, 스타2에선 테란으로, 스타1에선 그대로 프로토스로 플레이하고있다. 이 종족 변경은 성공적인 결과를 만들었는데, 장윤철은 WCG 2012한국 대표 선발전 예선에서 이영호를 꺾는 파란을 일으켰으나, 스타테일소속의 원이삭에게 패배하며 아쉽게 탈락했다.
반면 프로리그에서는 스타2 경기로는 1승도 하지 못하면서 스타2 실력이 좋지 않았다.
2012년 9월 22일 SK플래닛 스타크래프트 II 프로리그 시즌 2 결승전 전반전 2경기에 이영한을 꺾으면서 스타크래프트 리그(브루드 워)의 (개인리그, 팀단위리그 포함) 마지막 승자가 되었다.
그러나 종족 변환 이후로는 프로리그와 개인리그에서 출전을 하지 못하고 있다가, 2013년 5월 28일 은퇴를 선언했다.
현재는 아프리카TV에서 "유리한윤철"이라는 닉네임으로 스타크래프트: 브루드 워 방송을 진행하고 있다
‘올레 tv 아프리카TV 스타리그(이하 ASL) 시즌5’ 결승전에서, 결국 4경기에서 장윤철은 결국 정윤종의 탄탄한 운영의 벽을 결국 넘지 못하고 패배했다. 그리고 또 '아프리카TV 스타리그 시즌8' 결승전에서도 최종병기 이영호의 벽을 넘지못하고 준우승 했다.

## 수상 경력
- 2008년 1월 제28회 커리지 매치 입상
- 2010년 7월 빅파일 MSL 2010 32강
- 2010년 7월 대한항공 스타리그 2010 Season 2 36강
- 2010년 7월 신한은행 프로리그 09-10 정규시즌 신인왕
- 2010년 10월 박카스 스타리그 2010 36강
- 2011년 1월 피디팝 MSL 2010 8강
- 2011년 4월 ABC마트 MSL 2011 32강
- 2015년 2월 스베누 10차 소닉 스타리그 8강

### 협회 수상
- 2010년 12월 2010 대한민국 e-스포츠 대상 신인상